# Dynamostadion (Moskva)
Dynamostadion (ryska: Стадион Динамо) var en multiarena i Moskva som användes för främst fotboll, bandy, friidrott och skridskotävlingar, men också för politiska manifestationer, som militärt övningsfält under andra världskriget, och långt senare även som konsertarena. Den öppnade 1928 och var hemmaplan för det ryska fotbollslaget Dynamo Moskva fram till stängningen 2008. Den användes också av det sovjetiska fotbollslandslaget 1928–1956, och som en av värdarenorna för fotbollsturneringen under sommar-OS 1980.
Den gamla arenan revs 2011 för att ge plats åt en ny multiarena som invigdes 2019. Den nya arenan, VTB Arena, består av både en utomhusanläggning för främst fotboll och en inomhusarena för ishockey, basket och konserter. Anläggningen för fotboll heter officiellt Centrala Dynamostadion "Lev Jasjin", uppkallad efter målvakten Lev Jasjin som spelade för Dynamo Moskva i drygt tjugo år, 1949–1971. En staty föreställande Jasjin är placerad i Dynamoparken strax utanför stadion.

## Större evenemang
Musik
- Deep Purple – 1996
- Michael Jackson – 1996 – 71 430 åskådare (rekord)

Idrott
- Bandy-VM 1965 – två matcher
- Bandy-VM 1973 – sex matcher
- Fotboll vid olympiska sommarspelen 1980 – sju matcher, varav fyra gruppspelsmatcher, en kvartsfinal, en semifinal samt bronsfinalen
- Ishockey-VM 1957 – tio matcher, varav två med det segrande svenska laget
- Skridsko-VM för damer 1950
- Skridsko-VM för herrar 1955 – med Sigge Ericsson som segrare, något som gav honom bragdguldet samma år[2]
- Ett flertal sovjetiska skridskomästerskap 1934–1990

## Bilder

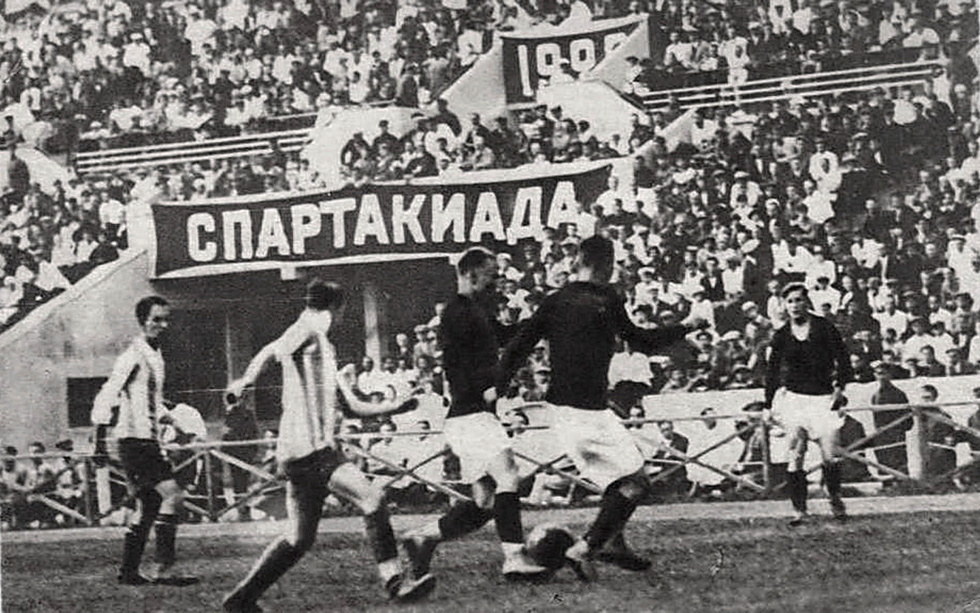
Uruguays och Finlands arbetarlandslag i fotboll möttes i Spartakiaden 1928.
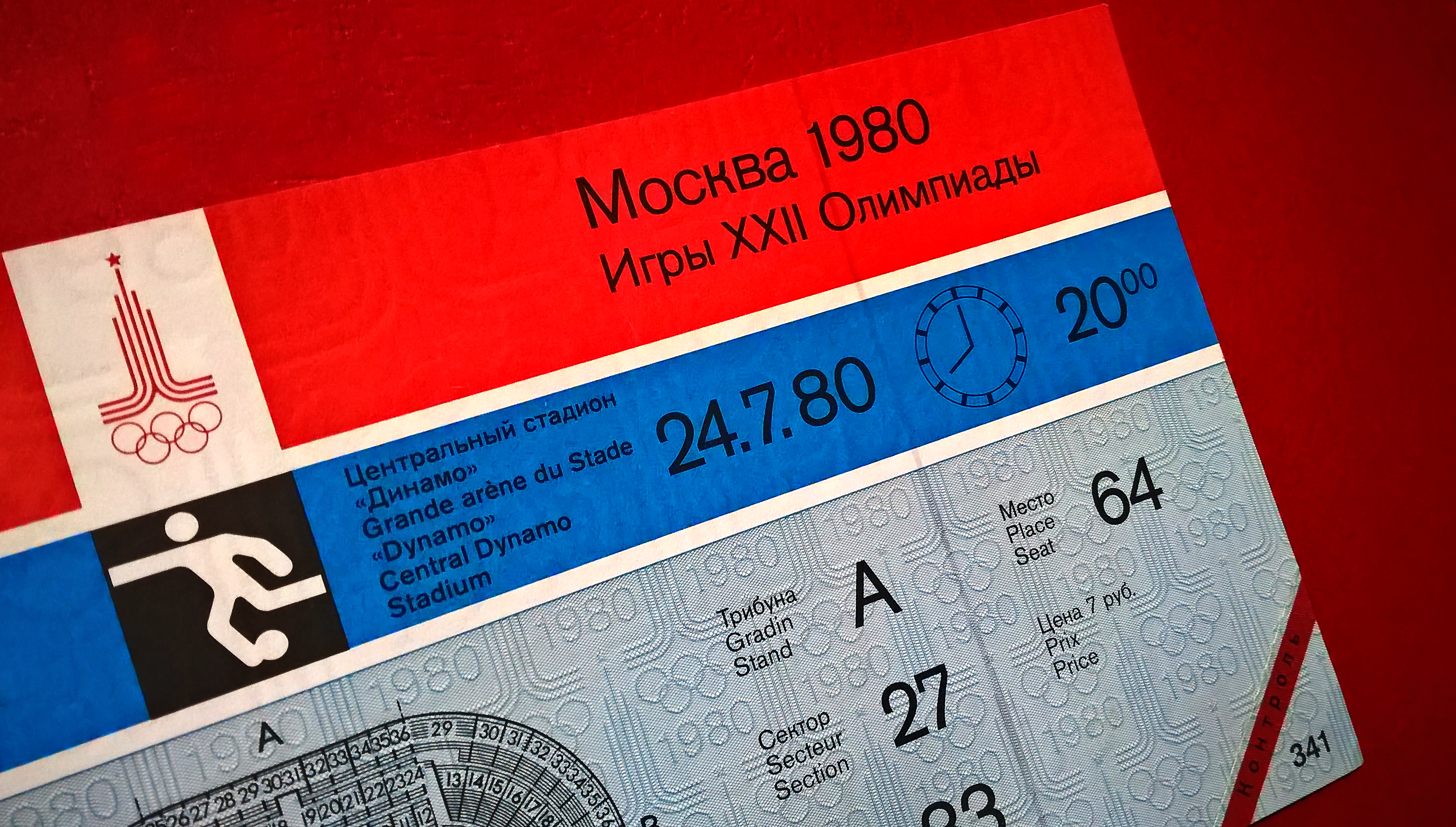
Inträdesbiljett till matchen mellan Sovjetunionen och Kuba i fotbollsturneringen, OS 1980.
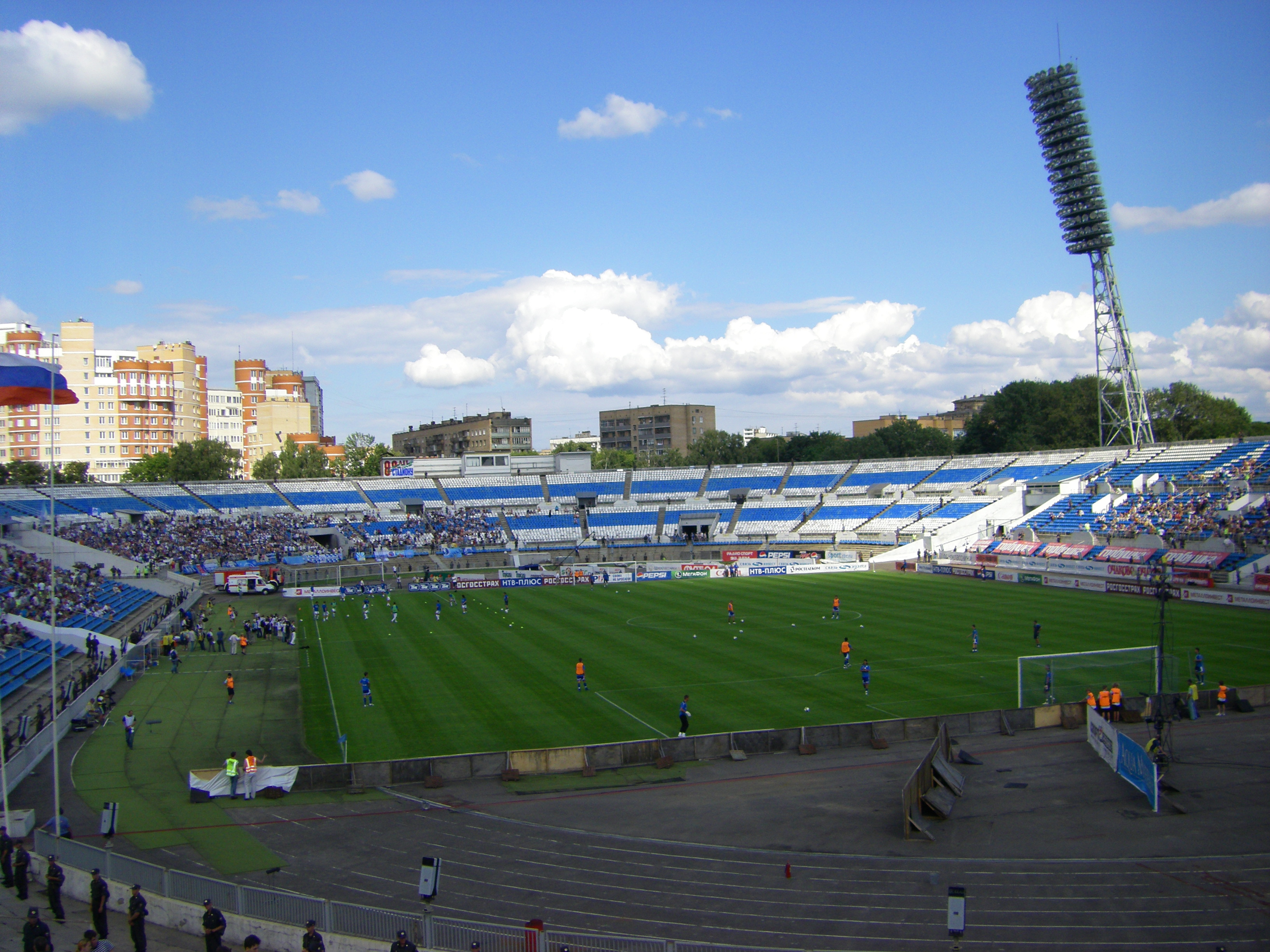
De allra sista fotbollsmatcherna på stadion spelades hösten 2008.
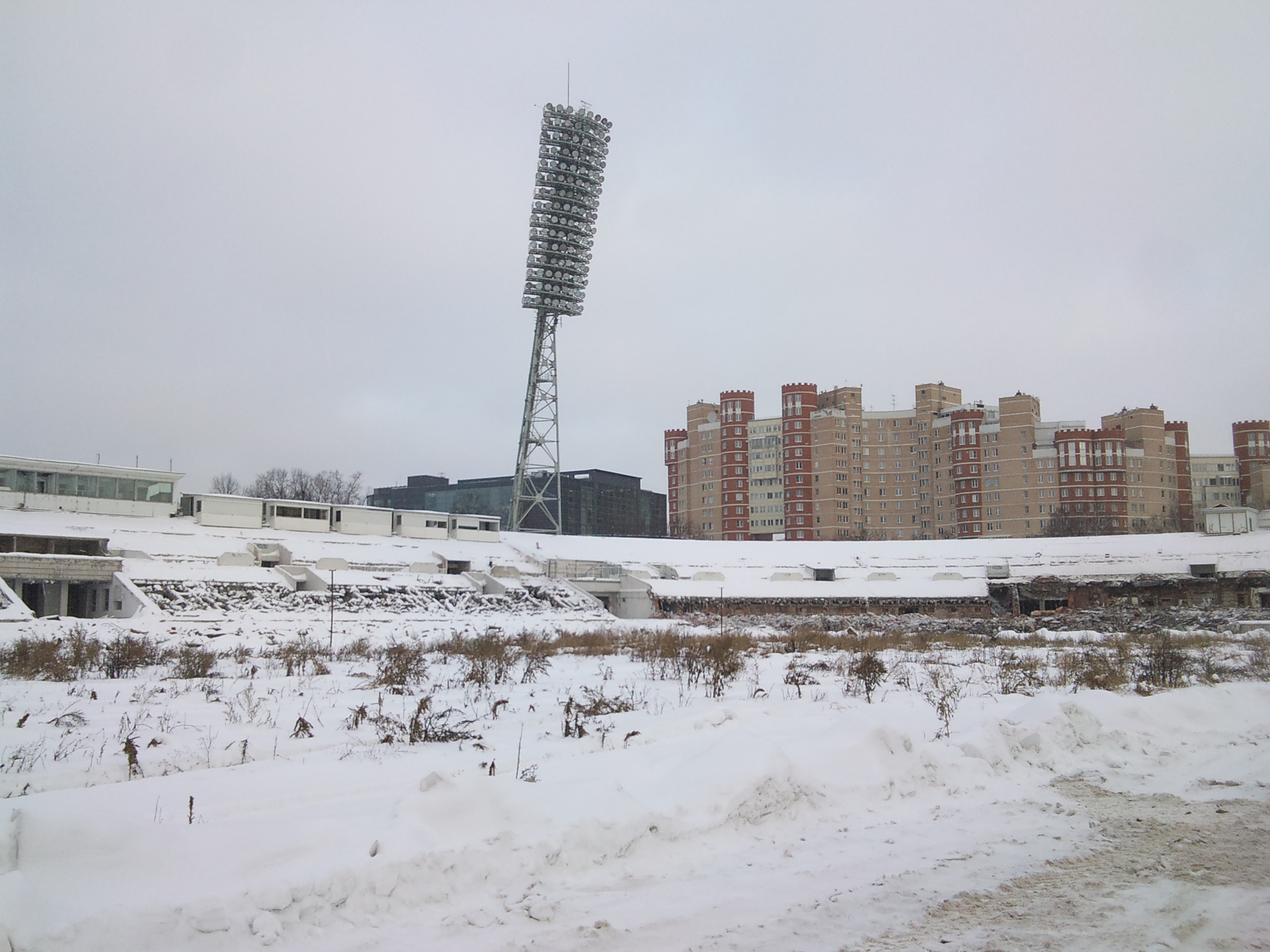
En bild från stadion 2011, kort tid innan rivningen påbörjades.